# Cortel
Cortel (Кортель) — один из самых старых бренди во Франции. Этот бренди совместно с домом Gautier входит в состав Marie Brizard Group и производится в округе Коньяк. Является исключительным французским бренди.

## История
- 1838 год — Паскаль Камбо основывает компанию COGNAC PASCAL COMBEAU COMPANY и получает первые спирты для бренди Cortel.
- 1912 — переходит на использование традиционного шарантского перегонного куба.
- 1915 — сын Паскаля, мэр города Коньяк, выводит бренди в ТОП 6 Франции.
- 1925 — в связи с повышением спроса на бренди, компания принимает решение арендовать производственные мощности совместно с домом Gautier (англ.).
- 1960—1965 — бренди Cortel выходит на мировой рынок.
- 1972 — компания PASCAL COMBEAU была выкуплена концерном GEMACO (Gautier) — старинной фамильной компанией, специализирующейся на производстве коньяков и бренди.
- 1995 — GEMACO (BERGER SA Group) влилась в Marie Brizard et Roger International (англ.), которая является филиалом компании Belvédère (англ.), находящейся в регионе Бордо.
- 1998 — первые поставки бренди в Россию.
- 2006—2008 — лидер по продажам в России и третий во Франции.
- 2010 — первые продажи на Украине.

## Производство
Основные особенности производства:
- Выдержка в дубовых бочках маленького размера, так как они обеспечивают самый большой обмен между бренди и воздухом
- Перегонка бренди с осадком, которая повышает насыщенность бренди ароматами
- Используют те же производственные мощности, что и дом Gautier
- Особая технология выдержки спиртов
- Использование экологически чистого вина для дистилляции
- Использование редких сортов винограда (жюрансон, монтиль, блан раме)

Выдержка производится в винных погребах, которые не идентифицированы НМБК, что не даёт права на сертификацию Cognac

## Ассортимент
- Cortel Napoleon NORMAND (минимальная выдержка 3 года);
- Cortel Napoleon VSOP (минимальная выдержка 5 лет);
- Cortel Napoleon Ecossaise VSOP (использование биодинамического вина для дистилляции);
- Cortel Napoleon Ecossaise XO (использование биодинамического вина для дистилляции);
- Cortel Gaudron XO (уникальная форма бутылки);
- Cortel XO Superior (купаж выдержанных спиртов в старых и новых бочках);
- Cortel XO Decanter (использование бочек маленького размера, для большего обмена между бренди и воздухом);